# MMR

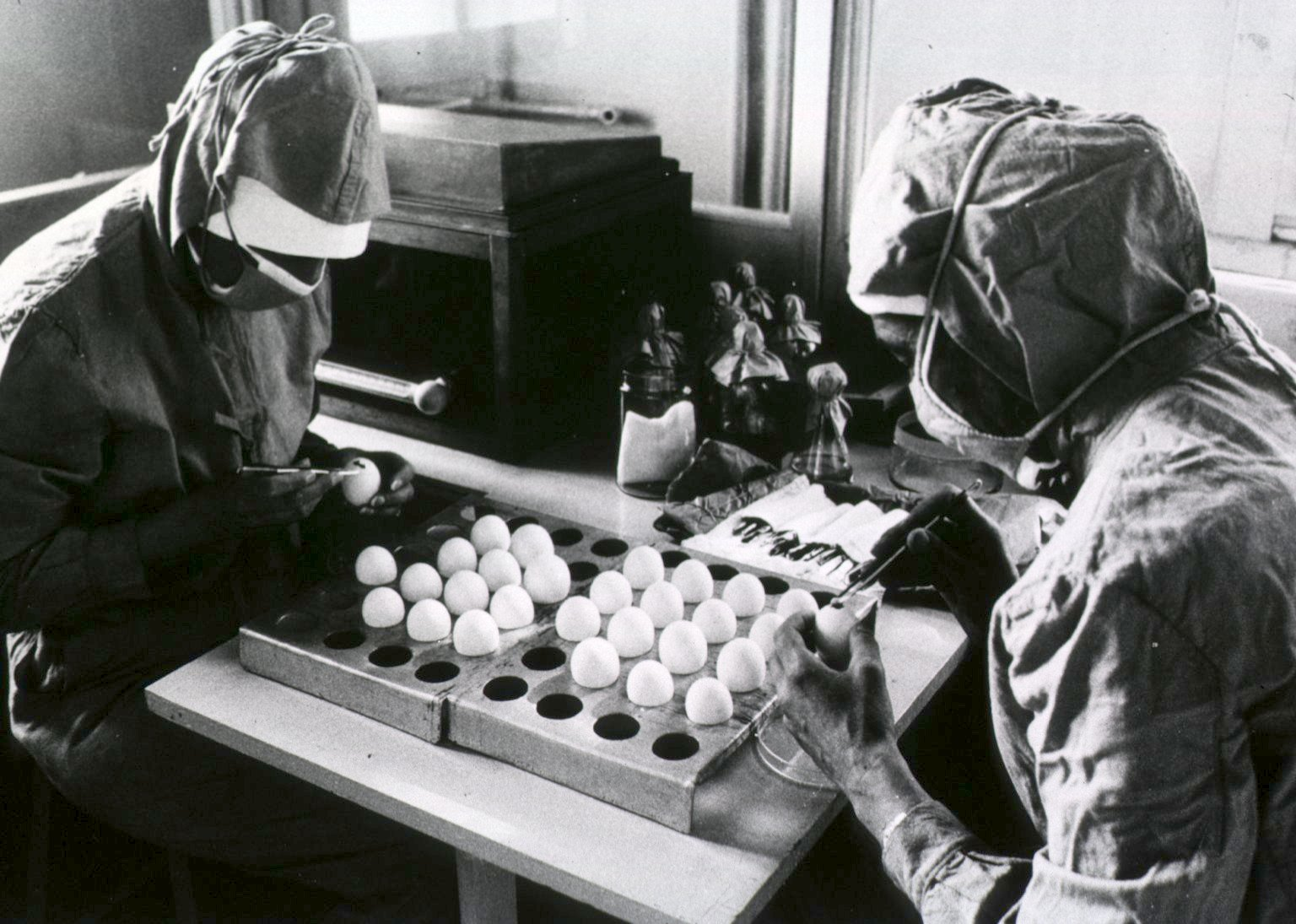
W produkcji szczepionek MMR wykorzystuje się jaja kurze lub gęsie

MMR – trójskładnikowa szczepionka przeciw odrze, śwince i różyczce. Nazwa szczepionki pochodzi od angielskich nazw tych trzech chorób: measles-mumps-rubella. Mieszanka zawiera żywe, odzjadliwione wirusy i podawana jest w formie zastrzyku.
Pierwsze dostępne szczepionki przeciw odrze trafiły na rynek w latach 1963–1968, zaś przeciw śwince i różyczce odpowiednio w 1967 i 1969. W 1971 pracujący dla koncernu Merck zespół pod kierunkiem Maurice Hillemana połączył te trzy szczepionki w jedną, tworząc pierwotną wersję MMR. Pierwotnie do produkcji szczepionki przeciw śwince wykorzystywano szczep Urabe Am9, jednak u jednego na 11-14 tys. pacjentów powodował on zazwyczaj niegroźne aseptyczne zapalenie opon mózgowo-rdzeniowych. Dlatego do lat 90. XX wieku zastąpiono go szczepem Jeryl Lynn, wyhodowanym przez Maurice'a Hillemana na bazie posiewu z gardła jego córki i nazwanym jej imieniem.
Obecnie w obrocie znajduje się wiele szczepionek typu MMR wielu producentów, m.in. Priorix produkowana przez GlaxoSmithKline, M-M-RvaxPro i Trimovax (Sanofi Pasteur), Tresivac (SII) i MMR-II, następca oryginalnej szczepionki Hillemana produkowany w zakładach Merck.
Zgodnie z polskim kalendarzem szczepień MMR podaje się obowiązkowo wszystkim dzieciom w 13–14 miesiącu życia. Pierwsza dawka daje odporność ok. 95–98 procentom zaszczepionych, jednak by dodatkowo zwiększyć szansę immunizacji od 1989 na całym świecie wprowadza się obowiązkowe podanie drugiej, przypominającej dawki szczepionki w 10. roku życia dziecka. W wyniku obu dawek ok. 99 procent zaszczepionej populacji nabiera trwałej odporności. Poza szczepieniem u dzieci MMR wykorzystuje się także u osób szczególnie narażonych na infekcje mimo wcześniejszych szczepień oraz u pacjentów zarażonych wirusem HIV.

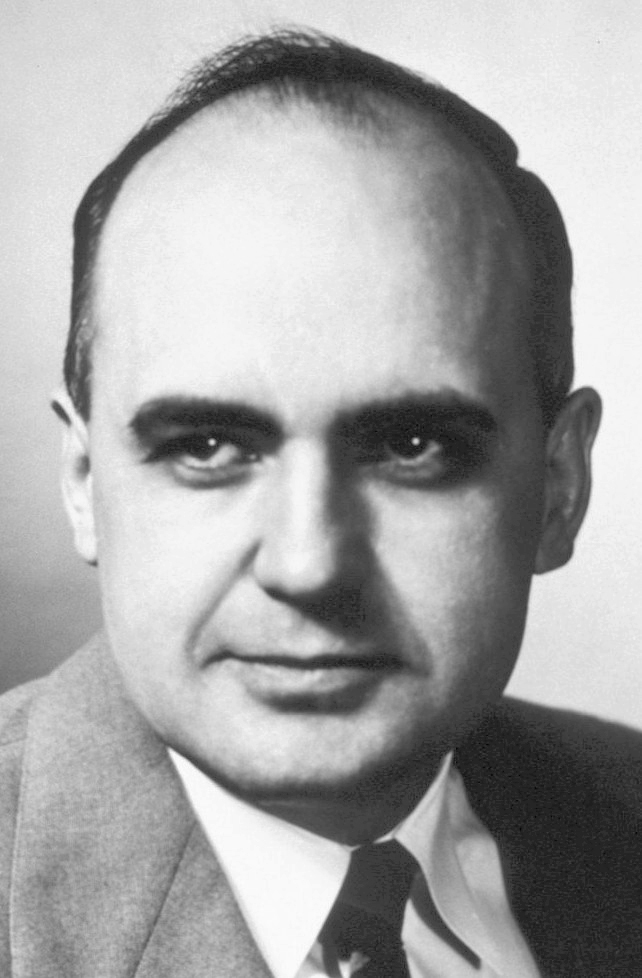
Maurice Hilleman, twórca szczepionki MMR

## Skład szczepionki drugiej generacji
Szczepionka jest dwuskładnikowa. Zawiera fiolkę z proszkiem (0,7 ml) i fiolkę z rozpuszczalnikiem (0,7 ml) do sporządzania roztworu do wstrzykiwań podskórnych.
Fiolka z proszkiem zawiera:
- atenuowany wirus odry, szczep Enders–Edmonston
- atenuowany wirus świnki, szczep Jeryl Lynn
- atenuowany wirus różyczki, szczep Wistar RA 27/3

Ponadto substancje pomocnicze:
- neomycyna
- sorbitol
- hydrolizat żelatyny

## Bezpieczeństwo
Działania niepożądane, rzadko poważne, mogą pochodzić od każdego składnika szczepionki MMR. U 10% dzieci pojawia się gorączka, złe samopoczucie i wysypka po 5–21 dniach od pierwszego szczepienia; u 5% pojawia się przejściowy ból stawów. Starsze kobiety są częściej zagrożone wystąpieniem u nich bólu stawów, ostrego zapalenia stawów, a nawet (rzadko) przewlekłego zapalenia stawów. Rzadko występują groźne reakcje anafilaktyczne i anafilaktoidalne pod postacią obrzęku naczynioworuchowego lub skurczu oskrzeli.
Liczba doniesień o zaburzeniach neurologicznych jest bardzo mała, ale istnieją dowody na związek pomiędzy postacią szczepionki MMR zawierającą szczep świnki Urabe i rzadkimi niepożądanymi przypadkami aseptycznego zapalenia opon mózgowych, będącego przejściową, łagodną postacią wirusowego zapalenia opon mózgowych. Państwowa Służba Zdrowia Wielkiej Brytanii wstrzymała stosowanie szczepu świnki Urabe we wczesnych latach 1990., z powodu wirusowego zapalenia opon mózgowych i przeszła na szczep świnki Jeryl Lynn. Szczep świnki Urabe pozostał w użyciu w pewnej liczbie krajów; MMR ze szczepem świnki Urabe jest o wiele tańsza do wyprodukowania niż ze szczepem Jeryl Lynn, a ponadto szczep o większej skuteczności i o nieco większej liczbie łagodnych efektów ubocznych może mieć wciąż przewagę w zmniejszaniu częstości ogólnych skutków ubocznych. Ryzyko poważnych zaburzeń neurologicznych po podaniu szczepionki jest znacznie niższe niż ryzyko zapalenia mózgu i encefalopatii w wyniku zakażenia dzikim wirusem odry.
Stosowanie szczepionki nie wpływa na sprawność psychofizyczną i zdolność prowadzenia pojazdów oraz obsługę maszyn.
Przegląd wyników badań klinicznych z Cochrane Library ujawnił kilka problemów dotyczących jakości badań nad bezpieczeństwem szczepionki MMR. Autorzy przeglądu przedstawili wnioski, że należy przyjąć znormalizowane definicje działań niepożądanych. W streszczeniu analizy wnioskowano: "Projekt oraz sprawozdanie na temat wyników badań nad bezpieczeństwem szczepionki MMR, zarówno przed, jak i po wprowadzeniu na rynek, są w dużej mierze niewystarczające. Dowody na istnienie działań niepożądanych po szczepieniu MMR nie można oddzielić od jej roli w zapobieganiu docelowym chorobom". Nie stwierdzono związku szczepionki z następującymi chorobami: autyzm, astma, białaczka, katar sienny, cukrzyca typu 1, zaburzenia chodu, choroba Crohna, choroby demielinizacyjne, infekcje bakteryjne lub wirusowe.

### Związek między autyzmem a szczepionką MMR
W Wielkiej Brytanii szczepionka MMR stała się tematem kontrowersji po opublikowaniu w roku 1998 artykułu przez Andrew Wakefielda i współpracowników na temat badań nad dwanaściorgiem dzieci, które miały objawy autyzmu oraz chorób jelit. W większości przypadków pierwsze objawy zaobserwowano zaraz po podaniu szczepionki MMR. W 1998 roku na konferencji prasowej Wakefield zasugerował, że podanie trzech osobnych dawek szczepionki może być bezpieczniejsze niż podanie jednej dawki. Sugestia nie została jednak poparta artykułem, a w kilku kolejnych recenzowanych badaniach nie wykazano jakiegokolwiek związku między szczepionką a autyzmem. Przyjmowanie szczepionki w formie trzech osobnych dawek nie zmniejsza ryzyka wystąpienia działań niepożądanych, a zwiększa prawdopodobieństwo zakażenie się dwoma chorobami, przeciwko którym nie zaszczepiono się od razu. Eksperci do spraw zdrowia skrytykowali medialne doniesienia na temat związku MMR z autyzmem za wywołanie spadku liczby szczepień. W roku 2007 Wakefield był przesłuchiwany przez komisję dyscyplinarną General Medical Council pod zarzutem nieuczciwości - jego badania miały być finansowane przez przemysł występujący przeciwko szczepionce MMR a fakt ten został ukryty przed redaktorami The Lancet.
W roku 2004 większość autorów publikacji w Lancecie (poza Wakefieldem i dwojgiem innych) wycofała interpretację wyników zamieszczoną w oryginalnym artykule, natomiast w styczniu 2010 Lancet wycofał publikację w całości. W maju 2010 Wakefield i jego były przełożony prof. John Walker-Smith zostali uznani przez General Medical Council za winnych nieuczciwości, nieetycznego postępowania i poddawania dzieci nieuzasadnionym, inwazyjnym badaniom klinicznym. Obaj zostali usunięci z rejestru lekarzy. Walker-Smith odwołał się od wyroku i marcu 2012 został uznany za niewinnego odnośnie do ww. zarzutów.
W styczniu 2011 British Medical Journal opublikował dwa raporty autorstwa Briana Deera, przedstawiające szczegółowo wyniki dochodzeń autora w sprawie dr. Wakefielda i jego badań nad szczepionką MMR. Opisują one procedury fałszowania danych użytych w oryginalnej pracy. Ujawniają też, w jaki sposób Wakefield zamierzał wzbogacić się na nagłośnieniu tej sprawy, przez udziały w firmach, które miały produkować alternatywne szczepionki i zestawy diagnostyczne.